# Альфред Мільнер
А́льфред Мі́льнер, 1-й віконт Мільнер (англ. Alfred Milner; 23 березня 1854 — 13 травня 1925) — британський державний діяч і колоніальний адміністратор, верховний комісар у Південній Африці, губернатор Капської колонії.
Відігравав важливу роль у формуванні зовнішньої та внутрішньої політики Великої Британії в період з середини 1890-х до початку 1920-х років. Він також був ключовою фігурою в Британській імперії, пов'язаною з подіями, що призвели до англо-бурської війни 1899—1902 років та її наслідків (зокрема, входив до складу англійської делегації на невдалих перемовинах з бурами у 1899 році). Перебуваючи на посаді верховного комісара, додатково став відомий як наставник зборів молодих членів громадянської південноафриканської служби, неофіційно відомої як «дитячий сад Мільнера» (Milner's Kindergarten), деякі з представників якої в ряді випадках самі стали важливими фігурами в управлінні Британської імперії. В останні роки свого життя, з грудня 1916 по листопад 1918 року, він був одним з найважливіших членів військового кабінету Девіда Ллойда Джорджа.